# Plecotus turkmenicus
Plecotus turkmenicus és una espècie de ratpenat de la família dels vespertiliònids. Viu a l'oest del Turkmenistan, el sud-oest del Kazakhstan i el sud-oest de l'Uzbekistan. S'alimenta d'insectes. El seu hàbitat natural són les zones àrides. Fins a principis del segle XXI se'l classificava com a subespècie del ratpenat orellut meridional (P. austriacus).